# Joseph Bennett Plummer
Pour les articles homonymes, voir Plummer.
Joseph Bennett Plummer, né le 15 novembre 1816 à Barre et mort le 9 août 1862 à Corinth, est un militaire de carrière de l'armée des États-Unis, servant en tant que brigadier général des volontaires durant la guerre de Sécession.

## Avant la guerre
Plummer naît à Barre, Massachusetts, et suit sa scolarité dans les écoles communes. Il enseigne à l'école pendant plusieurs années. En 1837, il reçoit une nomination pour l'académie militaire de West Point, et est diplômé en 1841,,. Il est breveté second lieutenant dans le 1st U.S. Infantry et sert en service de garnison. Il manque la première année de la guerre américano-mexicaine pour cause de maladie. Plummer est quartier-maître pendant qu'il est sur la frontière du Texas de 1848 jusqu'en 1861. En 1852, il est promu capitaine dans le 1st U.S. Infantry. Il épouse Frances Hagne ; ils ont un fils, Satterlee Clark Plummer, qui plus tard devient également officier dans l'armée américaine après avoir été diplômé de West Point en 1865.

## Guerre de Sécession
Il est blessé lors de la bataille de Wilson's Creek, pendant qu'il commande un bataillon de soldats réguliers. Plummer est nommé colonel du 11th Missouri Volunteers en septembre 1861 et reçoit le commandement du poste à Cape Girardeau, Missouri, un poste qu'il conserve jusqu'en mars 1862. Ensuite, il est nommé brigadier général des volontaires des États-Unis le 11 mars 1862. En avril 1862, Plummer est promu commandant de la 8th U.S. Infantry dans l'armée régulière. 
Plus tard, Plummer commande la 5th Division de l'armée de Pope à New Madrid et lors de la campagne de l'Île Numéro 10. Par la suite, il commande une brigade de la division de Stanley à Corinth, et meurt au camp de Corinth, le 9 août 1862 (exactement un an après Wilson Creek) de séquelles de ses blessures et d'une exposition prolongée au froid sur le terrain.
Plummer est enterré dans le cimetière national d'Arlington.